# Асиметрія схилів долин
Асиметрі́я схи́лів доли́н — неоднакова крутість і висота схилів річкових долин. Праві схили долин Північної півкулі здебільшого корінні, високі й круті, а ліві — пологі, знижені, нерідко терасовані і утворені з алювіальних відкладів. Долини з такими схилами наз. асиметричними. Асиметрія схилів долин добре виявлена в річках Північної і Південної півкуль, особливо тих, які мають меридіональний напрям течії. 
Існують такі основні теорії, які пояснюють причини асиметрії: 
- 1)  Теорія Славцова — Бера — Бабіне пояснює асиметрію схилів долин тим, що всякий річковий потік внаслідок обертання Землі відхиляється від свого напряму праворуч в Північній півкулі і ліворуч — в Південній. Це відхилення спричиняє розмивання відповідного берега, отже, зумовлює його крутість і викликає асиметрію схилів долин. В основі цього явища лежить прискорення Коріоліса (див. Коріоліса закон).
- 2) Кліматичні теорії пояснюють асиметрію схилів долин переважанням пануючих вітрів певного напряму інсоляцією та ін. Одні теорії надають значення при формуванні асиметрії схилів долин лише вітрам, що приносять опади; другі припускають, що в цьому процесі можуть відігравати роль взагалі будь-які вітри, стійкі за напрямом, які, наганяючи воду до навітряного схилу, викликають посилений підмив цього берега і обвалювання його; треті вбачають вплив вітрів у тому, що вони, висушуючи на певному схилі ґрунтовий покрив, зменшують в'язкість його частинок, полегшують змивання і посилюють крутість схилу. Інсоляція теж відіграє важливу роль у формуванні асиметрії схилів долин річок широтного напряму: пн. схил таких долин завжди крутий, пд. — пологий. Це явище пов'язане з різною енергією розмивання порід в залежності від неоднакових умов нагрівання.
- 3) Теорія О. П. Павлова пояснює асиметрію схилів долин нахилом верств порід, що прорізуються долиною (крутий схил той, в якому верстви похилені до долини і на якому розвинені зсуви, а другий — пологий схил, покритий плащем делювію).
- 4) Теорія О. О. Борзова вбачає причину асиметрію схилів долин деяких рівнинних місцевостей в первісному одноманітному нахилі топографічної поверхні землі (круті береги, що підмиваються річкою, протистоять загальному похилу місцевості).